# Mordell–Weil-tétel
A Mordell–Weil-tétel az algebrai geometria egy tétele. Azt állítja, hogy ha K számtest, és A Abel-varietás K fölött, akkor a K-racionális pontok A(K) csoportja végesen generált. A Mordell-tétel ennek egy speciális esete, amiben A elliptikus görbe, és K a racionális számok teste. Ez a tétel megoldja Poincaré 1908-ban felvetett problémáját. Louis Mordell 1922-ben bizonyította be. André Weil 1928-ban megjelent doktori dolgozatában általánosította Mordell tételét.

## Állítás
Legyen K számtest, vagyis {\displaystyle \mathbb {Q} } véges bővítése, és A Abel-varietás, azaz egy algebrai varietás, amelyen Abel-csoportstruktúra van., de amelyen lehetnek más műveletek is definiálva. Jelölje A(K) A-nak azokat a pontjait, amelyek koordinátái K-ból valók; ekkor A(K) végesen generált részcsoport A-ban.

## A bizonyítás ötlete
Elliptikus görbékre először is a gyenge Mordell–Weil-tételt látják be, ami azt állítja, hogy ha {\displaystyle m\geq 2} egész szám, akkor a {\displaystyle E(K)/mE(K)} csoport véges lesz. Innen az erősítés egy magasságfüggvény bevezetésével és végtelen leszállással következik.
A bizonyítás mindkét részét továbbfejlesztették. Az elliptikus görbe érintő-húr módszerét már a 17. században ismerték. A leszálláshoz Galois-kohomologiát, magasságfüggvénynek egy alkalmas kvadratikus alakot használnak.

## További kérdések
A tétel szerint az elliptikus görbék racionális pontjai véges rangúak. A Birch és Swinnerton-Dyer-sejtés  eljárást adna ennek kiszámítására. A jelenlegi eljárások nem hatékonyak.
Általánosabban lehet egy algebrai görbe racionális pontjainak számát keresni. Mordell sejtése szerint ez a magasabb
nemszámú görbékre is igaz. A sejtést időközben már belátták általánosabb formában is, ez a Faltings-tétel.
Ha A egy C görbe Jacob-varietása, akkor a C ∩ A(K) metszet pontszáma lehet-e véges? A Faltings-tétel szerint nem, kivéve, ha A = C. De a Raynaud által bizonyított Manin–Mumford-sejtés szerint csak akkor tartalmazhat végtelen sok torziópontot, ha C elliptikus görbe.